# Estación Faustino M. Parera
La estación de ferrocarril Faustino M. Parera pertenece al Ferrocarril General Urquiza, en el ramal que une las estaciones de Federico Lacroze, en la Ciudad Autónoma de Buenos Aires y Posadas, en la Provincia de Misiones. Se encuentra ubicada entre las estaciones Irazusta y Urdinarrain. Desde esta estación parte el ramal Faustino M. Parera - Gualeguaychú.